# غارنت روجرز
غارنت روجرز هو مغني وكاتب أغاني وملحن كندي، ولد في 1 مايو 1955 في هاميلتون في كندا.

## وصلات خارجية
- الموقع الرسمي
- غارنت روجرز على موقع ميوزك برينز (الإنجليزية)
- غارنت روجرز على موقع أول ميوزيك (الإنجليزية)
- غارنت روجرز على موقع ديسكوغز (الإنجليزية)
- غارنت روجرز على موقع ديسكوغز (الإنجليزية)